# Dávid Nagy
Pour les articles homonymes, voir Nagy.
Dávid Nagy, né le 10 décembre 1999 à Budapest, est un escrimeur hongrois pratiquant l'épée.

## Carrière
En 2018, Nagy devient champion de Hongrie à l'épée. Il décroche une médaille d'argent en individuel au Grand Prix de Budapest en 2022 avant de remporter le Challenge Monal lors de l'épreuve par équipe.
En 2023, lors des Jeux européens comptant pour les championnats d'Europe, il reporte le titre par équipe à Cracovie.
Sélectionné aux Jeux olympiques de 2024 comme réserviste, il obtient le titre par équipe
.

## Palmarès
- Escrime aux Jeux olympiques
  -  Médaille d'or par équipes aux Jeux olympiques de 2024 à Paris
- Championnats d'Europe d'escrime
  -  Médaille d'or par équipes en 2023 à Cracovie (Jeux européens)